# Alexander Thorsøe
Alexander Georg Thorsøe (født 17. marts 1840 på Varlundsgård i Hejls i Sønderjylland, død 10. november 1920 i København) var en dansk historisk forfatter. Han var bror til Caspar Frederik Christian Thorsøe.
Thorsøe var søn af kongelig skovfoged Jørgen Mathias Thorsøe og Louise Elisabeth, født Grønholt. Efter faderens tidlige død kom han til København, blev student 1860 og tog magisterkonferens i historie fire år efter. I 1876 vandt han den filosofiske doktorgrad med en afhandling om Geijers værk Menniskans historia. Sin væsentligste betydning har han fået ved sine tre store arbejder om Danmarks historie i 1800-tallet: Den danske Stats politiske Historie 1800-14, Den danske Stats Historie fra 1814-48 og Kong Frederik VII's Regering, hvor han udførte omfattende studier, der byggede bearbejdelse af hin tids historie. Han var også forfatter af et oversigtsværk over den almindelige historie fra 1815 til 1890, af to arbejder om den danske rigsdags historie indtil 1915 og af forskellige historisk-novellistiske skildringer fra første halvdel af 1800-talet, der vidner om et betydeligt kendskab til datidens personer og forhold, navnlig inden for hofkredsene.
Thorsøe blev Ridder af Dannebrog 1900 og Dannebrogsmand 1920. Han er begravet på Bispebjerg Kirkegård.